# Omaguacas
Omaguacas är en numera utdöd urfolkstam som bebodde det som i dag är södra Bolivia och nordöstra Argentina. Deras närvaro har daterats till minst 7000 före Kristus och de har efterlämnat gravplatser och keramik i området. Förmodligen assimilerades de med de invandrande inkaindianerna någon gång under 1480-1500-talet.